# خيمينيس (كانتون)
خيمينيس (بالإسبانية: Jiménez)‏ هو الكانتون الرابع من محافظة كارتاغو في كوستاريكا. و يغطي الكانتون مساحة 286.43 كم مربع،
كما يقارب عدد سكانه 14,934 نسمة.
و تدعى مدينته الرئيسية بـ خوان فينياس.
يشكل نهر توريالفا الحدود الشمالية لكانتون خيمينيس، كما يشكل نهري ريفينتاسون و أتيرو الحدود الشرقية، بينما يشكل الجزء الأكبر من حدوده الغربية نهر بيخيباجيه.
تم تأسيس هذا الكانتون تشريعيا في 19 آب 1903.

## المقاطعات
يتألف الكانتون من ثلاث مقاطعات وهي :
1. خوان فينياس
2. توكورّيكيه
3. بيخيباجيه